# Blutaustauschtransfusion
Eine Blutaustauschtransfusion (oder Austauschbluttransfusion) ist eine Bluttransfusion, bei der das gesamte Blut eines Patienten durch das Blut eines Spenders ersetzt wird. Sie kommt in besonders schweren Fällen einer Neugeborenengelbsucht, insbesondere wenn diese wie bei der fetalen Erythroblastose durch eine Rhesusunverträglichkeit verursacht wird, zur Anwendung. Im Falle eines Hydrops fetalis wird sie in der Regel schon beim Fetus im Mutterleib durchgeführt.
Über die Austauschtransfusion bei der fetalen Erythroblastose berichtete 1944/1946 Alexander Wiener.